# Ángel García Benítez
Ángel García Benítez (27 de agosto de 1874 - 26 de septiembre de 1945) fue un militar español que participó en el golpe de Estado fallido de 1936 y la guerra civil española.

## Biografía
Ingresó en la Academia General Militar el 30 de agosto de 1889. Tomó parte en las campañas de Filipinas, Melilla y el Rif, por las cuales recibió numerosas condecoraciones. Ascendió al rango de coronel en 1921, y a general de brigada en 1928. Durante el periodo republicano desempeñó el mando de varias brigadas.
En julio de 1936 era comandante de la 3.ª Brigada de Caballería, con sede en Vitoria. García Benítez no participó en la conspiración militar contra el gobierno republicano, ya que los conspiradores no confiaban en él por su parentesco con el presidente de la República, Manuel Azaña. A pesar de ello, tras el comienzo de la sublevación militar, el 19 de julio declaró el estado de guerra y sublevó a la guarnición, junto al teniente coronel Camilo Alonso Vega, haciéndose rápidamente con el control de toda Álava.
En 1937, presidió el Consejo de guerra que juzgó y condenó a muerte al general Domingo Batet.
A finales de la guerra pasa a la reserva.

## Familia
García Benítez estaba casado con una prima de Manuel Azaña, e incluso asistió a la boda de Azaña en la Iglesia de los Jerónimos. Durante la Guerra civil cuatro de sus hijos —Ángel, José Luis, Rafael y Antonio— se unieron a la sublevación militar y murieron durante el transcurso de la contienda, bien por la represión o en el frente de batalla.
Angel, comandante de Caballería, caído en el frente Norte en Villareal de Alava, el 30/11/1936.
Antonio, teniente de Artillería, caído en el asalto de la sede de la CNT de San Sebastian, el 22/07/1936.
José Luis y Rafael, ambos tenientes de Artillería, en julio de 1936 fueron encarcelados en la prisión de San Anton y fusilados en nombre de la II República.
Además, tuvo dos hijas: Mercedes y Casilda.